# Брезон (Румунія)
Брезон (рум. Brezon) — село у повіті Караш-Северін в Румунії. Входить до складу комуни Форотік.
Село розташоване на відстані 367 км на захід від Бухареста, 25 км на захід від Решиці, 63 км на південний схід від Тімішоари.

## Населення
За даними перепису населення 2002 року у селі проживали 128 осіб.
Національний склад населення села:
| Національність | Кількість осіб | Відсоток |
| -------------- | -------------- | -------- |
| цигани         | 71             | 55,5%    |
| румуни         | 48             | 37,5%    |
| німці          | 6              | 4,7%     |

Рідною мовою назвали:
| Мова      | Кількість осіб | Відсоток |
| --------- | -------------- | -------- |
| румунська | 113            | 88,3%    |
| циганська | 12             | 9,4%     |